# 서구마르크스주의
서구마르크스주의(Western Marxism)는 1917년 러시아 혁명 이후 레닌주의가 주류화되어가는 가운데 중서유럽에서 발생한 특정한 마르크스주의 이론 조류다. 마르크스 생전의 고전마르크스주의, 제2인터내셔널의 정통마르크스주의, 제3인터내셔널의 마르크스-레닌주의와 별개의 마르크스주의 해석을 추구한 이론가들 중 일각을 집단적으로 서구마르크스주의자라 가리킨다.:581
서구마르크스주의는 그전까지의 마르크스주의 학파들에 비하여 경제분석보다 자본주의 사회의 문화적 조류의 연구를 크게 강조하여 마르크스주의의 철학적이고 주관적인 면을 보다 조명했고, 문화 및 역사의 발전을 탐구함에 있어 비마르크스주의 접근법들을 수용했다. 가장 중요한 테마는 카를 마르크스의 사상이 헤겔철학에서 기원했음을 분명히 하고, 정치경제학보다 인문주의에 치우쳤던 "청년 마르크스"를 발견한 것이었다. 그래서 서구마르크스주의를 때로 "헤겔적 마르크스주의"(Hegelian Marxism)라고도 한다.:2-3 이 조류의 주요한 인물로는 헝가리의 루카치 죄르지와 이탈리아의 안토니오 그람시가 있으며,:30 제2차 세계대전 이후에는 테오도르 아도르노, 헤르베르트 마르쿠제 등 주로 대학에 적을 둔 강단철학자들이 서구마르크스주의를 연구했다.:49-50:109
1960년대 이후 서구마르크스주의의 개념들은 신좌파에 영향을 미쳤다.

## 같이 보기
- 분석마르크스주의
- 비판 이론
- 문화연구
- 문화막시즘
- 신마르크스주의
- 탈마르크스주의